# Urdini Ezera
Urdini Ezera (bulgariska: Урдини Езера) är sjöar i Bulgarien.   De ligger i regionen Kjustendil, i den västra delen av landet, 60 km söder om huvudstaden Sofia. Urdini Ezera ligger 2 536 meter över havet.
Trakten runt Urdini Ezera består i huvudsak av gräsmarker. Runt Urdini Ezera är det glesbefolkat, med 10 invånare per kvadratkilometer.